# Брусянский
Бруся́нский — посёлок (в 1951—2013 — посёлок городского типа) в Узловском районе Тульской области России.
В рамках административно-территориального устройства относится к Акимо-Ильинской сельской администрации Узловского района, в рамках организации местного самоуправления входит в Шахтёрское сельское поселение.

## География
Расположен в 3 км на северо-запад от города Узловая, ж/д станция Брусянка.

## История
Как рабочий посёлок образован в 1951 году, был подчинён администрации города Узловая. С 2006 года образовывал муниципальное образование (городское поселение) рабочий посёлок Брусянский в составе Узловского района. В 2013 году стал сельским населённым пунктом (как посёлок).

## Население
| 1959  | 1970  | 1979  | 1989  | 2002  | 2009  | 2010  |
| ----- | ----- | ----- | ----- | ----- | ----- | ----- |
| 9133  | ↘7146 | ↘5710 | ↘4432 | ↘3372 | ↗3486 | ↗3498 |
| 2012  | 2013  | 2021  |       |       |       |       |
| ↗3518 | ↗3575 | ↘3130 |       |       |       |       |

Таким образом, наибольшее число жителей посёлок насчитывал сразу после образования в 1959 году. С тех пор численность населения неуклонно снижалась и к 2002 году снизилась почти в три раза. По оценке администрации сельского поселения на 2020 год численность населения составила 3259 человек.